# Vilademuls
Vilademuls – gmina w Hiszpanii, w prowincji Girona, w Katalonii, o powierzchni 61,72 km². W 2011 roku gmina liczyła 780 mieszkańców.